# Money Mark
Ne doit pas être confondu avec Mony Marc.
Mark Ramos Nishita, plus connu sous le pseudonyme Money Mark, né en 1960 à Détroit dans le Michigan aux États-Unis, est un musicien connu entre autres pour ses nombreuses collaborations avec le groupe de Hip-hop américain des Beastie Boys.

## Discographie
- 1995 Mark's Keyboard Repair
- 1998 Push The Button
- 2001 Change Is Coming
- 2005 Father Demo Square
- 2007 Brand New By Tomorrow
- 2007 Stand Up For Your Rice